# نيكسينتا
نيكسينتا (بالإنجليزية: Nexenta OS)‏ هو نظام تشغيل يعتمد على فضاء المستخدم (إنجليزية: userland) من أوبونتو وحزم برمجية من مشروع جنو ومشاريع أخرى مفتوحة المصدر، نواة أوبن سولاريس، ونظام إدارة الحزم من دبيان. ظهر في عام 2005, بعد أن بدأت شركة صن مايكروسيستمز مشروع أوبن سولاريس في يونيو. وتم إطلاق الإصدار 1.0 من نيكسينتا أو اس، في فبراير 2008،

## مستودعات
في البداية كان هناك من مستودعات ابت (إنجليزية: APT) الرسمية: المستودع الاختباري والمستودع غير المستقر، بلغ مجموعهما حوالي أكثر من 9000 حزمة. أما ثالثهما الذي هو المستودع الثالث تمت اضافتها من أجل إطلاق الإصدارة الأولى. نيكسينتا متاح لتنصيبه من قرص مدمج، أو على آلة افتراضية. ويتم تجربته عن طريق قرص حي متاح، لكن فقط للاصدارات الأعلى من ألفا 5.

## مزايا
- أولا: ستجد كل التطبيقات التي تعودت ان تراها في اوبنتو من مدير الحزم ابت وسطح المكتب جنوم

و كافة أدوات التطوير من مشروع جنو بدءا بالمصنف gcc وغيره...و هذه كلها غير مدعومة في أنظمة سولاريس القديمة.
- ثانيا: من جهة أخرى، بما أن نواة النظام هي أوبن سولاريس فإنك ستسفيد من الميزات الشهيرة لنظام سولاريس الذي أثبت وجوده بجدارة في مراكز البيانات منذ عقود وأهمها ثباته الأسطوري كخادم.

وتوفره على نظام الملفات الحديث ZFS الذي يقاوم أعطاب الأقراص ويحافظ على البيانات بشكل رهيب، وكذلك أداة التطوير الرائعة dtrace التي تمكن المبرمج من تتبع كل الدوال التي ينفذها التطبيق حتى داخل النظام نفسه. هذه الأدوات وإن كانت مفتوحة المصدر فهي غير متوفرة على أنظمة لينكس بسبب تعارض رخص صن مع رخصة جنو العمومية.

## إصدارات
- NexentaCP 3.0.انه متوفر الآن. تضمن هذا الإصدار الكثير من الحزم المحدثة. ودعم ZFS deduplication
- NexentaCP 3.0.
- NexentaCP 2.0 يتضمن هذا الإصدار حزم على أساس أوبونتو 8.04 هاردي هيرون.[1]
- Nexenta 1.0 هذا هو الإصدار الأول:[2]

## وصلات خارجية
الموقع الرسمي

## = مراجع
1. ↑  Anil Gulecha (4 مايو 2009). "NexentaCore Platform 2.0 RC2 released". مؤرشف من الأصل في 2015-06-12. اطلع عليه بتاريخ 2009-05-06.
2. ↑  "Nexenta 1.0 features". مؤرشف من الأصل في 2009-05-02.